# Marasmiellus bonii
Marasmiellus bonii är en svampart som beskrevs av Segedin 1995. Marasmiellus bonii ingår i släktet Marasmiellus och familjen Marasmiaceae.   Inga underarter finns listade i Catalogue of Life.